# Guanarito virus
Il Guanarito mammarenavirus (GTOV) è un virus che appartiene alla famiglia Arenaviridae. Il topo dalla coda corta (Zygodontomys brevicauda) è l'ospite principale del GTOV che si diffonde principalmente tramite inalazione di goccioline aerosolizzate di saliva, secrezioni respiratorie, urina o sangue da roditori infetti. Il contagio interumano è possibile, ma non comune.